# 마이키 부스토스
마이키 부스토스(Mikey Bustos, 1981년 6월 23일~)는 리얼리티 쇼 캐나디안 아이돌에 등장한 필리핀계 캐나다인 가수다. 그는 개미 사육을 다루는 온라인 매장 앤츠캐나다AntsCanada의 소유자이기도 하다.

## 어린 시절
부스토스는 온타리오 토론토 근처의 웨스톤에서 필리핀인 부모님 아래에서 태어났다. 캐나디안 아이돌에 출연하기 전에, 그는 몬트리올 은행의 임시직으로 일했다. 그는 토론토의 세인트마이클즈 대학에 다녔다.

## 캐나디안 아이돌
부스토스는 2003년 8월에 캐나디안 아이돌의 첫 시즌의 결승에서, 잡지 차트의 다음과 같은 예언에도 불구하고 일곱 번째의 점수를 받았다: "예상해보건데, 차트 어택의 자금은 토론토의 참가자 마이키 부스토스, 천사의 목소리를 가진 조금 특이하게 생긴 대머리 청년에게로 흐를 것이다."
부스토스는 캐나디안 아이돌 앨범을 위해 BMG 뮤직 캐나다와 ViK. 레코딩즈와 같이 녹음했으며, 이는 출시 다음날에 사운드스캔의 빌보드 차트에서 골드 앨범의 칭호를 획득했고, 캐나다 전역에서 60,000개 이상의 음반을 팔아치워 선보인 첫주에 제일 잘 팔리는 캐나다의 앨범 중 다섯 손가락 안에 들었다.

### 그 이후
부스토스는 캐나디안 아이돌에 출연한 이후에 캐나다와 미국의 수많은 이벤트와 공개 행사에서 공연을 선보이기 시작했다. 마이키는 CHUM FM, CFMT, Z 103.5 FM, Flow 93.5 FM, Mix 99.9 FM, AM 680 News, CHIN Ottawa FM, CKMS 100.3 FM Waterloo 등의 수많은 라디오 방송국에서 특별 게스트로 등장하거나 인터뷰를 진행하였고, CTV (Etalk Daily/ Canada AM Live), CBC Quebec, Omni1과 Rogers (Daytime Toronto) 등의 지역 방송국에서 몇 번 등장하였다. MIKE BUSTOS, THE CRIMINAL WHO CONDDEMEND THE POOR SUN SKIKNS TO DIE IN THE WILDERNESS AFTER HE CHOOSE TO KEEP A MURDEROUS CROCODILE ON HIS VIVARIUM, AND I MAY ADD THAT ONE OF THE LIZARDS WERE PREGNANT!!!!
also he also initiated the gang-rape of a female praying-mantis by a male one, holding her down as she cried in pain as she was forceffuly inpregnated, and he will probaly let her to fend for herself in the wilderness all alone too

## 경력
부스토스는 2004년에 퀸즈와 맨하탄에서 거주하면서, 뉴욕에서 프로듀서 글렌 스완의 청 킹 스튜디오와 같이 녹음하고 작업하면서 그의 기술을 갈고닦았다.
2005년에는 5월 7일에 데뷔 앨범 'Love Me Again'을 EP 판으로 출시했다. 이 음반은 앨라니스 모리셋, 잭 소울, 슈가 존스와 같이 작업한 B-그룹 뮤직 소속의 브렌트 보드럭이 프로듀싱했다.
2006년에는 미국에서 투어 공연을 진행했으며 뉴욕, 시카고, 로스앤젤레스, 산디에고, 라스베가스에서 공연했다. 그는 다른 나라에서도 공연하기 시작했으며, 필리핀에서도 푸시캣 돌스에 앞서 공연했다. ABS-CBN의 ASAP '06, GMA-7의 잇 불라가, 스타토크, SOP, S-파일즈, 우낭 히릿, SIS, MTV 필리핀즈, 심지어 캐나다 최초로 필리핀 아이돌에 출연하는 등, 연달은 게스트 출연, 인터뷰, 필리핀 TV 쇼에서의 라이브 공연도 진행했다. 마닐라의 이스트우드 시티에서의 라디오 공연과 쇼핑몰 공연도 하이라이트에 올랐다.
2007년에는 MTV 캐나다의 광고에 출연했으며, 6월 6일에 필리핀에서 크리스티나 아길레라에 앞서 공연하였다. 그는 이듬해에 그의 솔로 데뷔 앨범 Memoirs of a Superhero의 싱글 "If It Feels Good Then We Should"의 뮤직 비디오를 출시했다. 앨범은 2008년 12월 23일에 출시되었고, 앨범 아트는 오렌지 팝 미디어가 디자인했다.
2009년에는 부스토스의 싱글 "If It Feels Good Then We Should"이 캐나다의 주요 라디오 방송국에서 몇 주 동안 20위 안에 들었고, 미국의 캘리포니아 뮤직 채널에서 뮤직 비디오 중 2위를 기록했다. 그의 싱글 "All I Need Is Me" 또한 전국의 풋로커 상점에서 재생되었다. 그는 2009년 5월에 부스토스 엔터테인먼트 Inc에 소속된 상태로 유니버설 뮤직의 노스 폰타나 배급사에 가입하였다.
2010년에는 토론토 인디 음악상의 최고의 동시대 성인 부문에 후보로 지명되었다. 그의 데뷔 앨범 의 그의 노래 "Everytime My Heart Beats"는 발매된 뒤로부터 유튜브의 하나의 현상으로 자리잡았다. 마이키는 Summerworks가 기획한 Prison Dancer: The Musical에서 스타 역할을 맡는 등, 뮤지컬 극장 프로젝트에도 참여했다.
부스토스는 계속해서 전 세계를 돌아다니며 공연했고 TV, 라디오, 인터넷에 객원으로서 얼굴을 비췄다. 2014년 1월에는 필리핀의 매직 89.9의 아침 라디오 쇼 굿 타임 위드 모에 참가하였다.
부스토스는 마닐라에서 부스토스가 만든 개미 사육 장비를 판매하는 토론토의 개미 상점 앤츠캐나다AntsCanada의 소유자이기도 하다.
2017년부터는 필리핀의 팜팡가의 지역 방송국 CLTV 36에서 방영 중인 그의 TV 쇼 마이키 부스토스: 너의 필리핀 소년의 비디오 블로그를 진행 중이다.

## 유튜브 채널
부스토스는 유튜브의 그의 채널에 업로드한 영상을 통해 알려져 있다. 2014년 3월에는 그가 열 개의 역할을 맡아 아카펠라를 선보인 아비치의 'Wake Me Up'의 편곡으로 세계의 언론의 1면을 장식하였다. 부스토스는 그의 필리핀 사랑을 숨기지 않으며, 그의 인기있는 영상들은 필리핀의 일반적인 요소들, 필리핀 영어의 음운 체계, 발룻 시식, 필리핀의 음식, 필리핀의 연애, 필리핀의 공중 화장실 같은 필리핀 문화에 대한 입문 등, 필리핀에 대한 다양한 주제를 내포한다. 그는 레이디 가가의 Born This Way를 패러디한 "Pinoy This Way" 등 다양한 유명 팝송에 기반한 많은 패러디 음악을 선보였다. 그는 ABS-CBN의 TV 패트롤과 반딜라, GMA의 24 오라스와 사크시 등의 텔레비전 뉴스에도 몇 번 등장했다.

### 앤츠캐나다
그는 개미 사육에 대해 다루는 유튜브 채널 앤츠캐나다(AntsCanada)도 운영한다. 대부분 직접 기르는 군체들을 주제로 하며, 개미 사육의 기본 또한 알려준다. 제일 인기 있는 영상은 그의 불개미가 탈출하려 하는 2016년의 영상이고, 개미한테 온몸이 먹혀들어가면서도 어떻게든 뱃속의 새끼를 살리려 애쓰는 바퀴벌레에 대한 영상도 인기 있다.

## 제품 광고
부스토스는 2011년에 삼성, 네스카페, 망주안Mang Juan 과자 등의 브랜드의 대변인, 홍보자가 되었다. 부스토스가 등장한 치카론맛 망주안의 텔레비전 광고는 필리핀의 텔레비전 채널과 전국의 모든 웹사이트에 게시되었다.

### 텔레비전
| 텔레비전 | 텔레비전                                          | 텔레비전      | 텔레비전      |
| -------- | ------------------------------------------------- | ------------- | ------------- |
| 년도     | 제목                                              | 역할          | 방송사        |
| 2011     | 버블 갱                                           | 게스트        | GMA 네트워크  |
| 2011     | 펫츠 101                                          | 앤츠캐나다    | 애니멀 플래닛 |
| 2012     | 페피토 마날로토                                   | Boy Pick Up   | GMA 네트워크  |
| 2012     | 트윗 포 마이 스윗                                 | 덱스터 마티백 | GMA 네트워크  |
| 2016     | 데일리 플래닛                                     | 앤츠캐나다    | 디스커버리    |
| 2017     | 마이키 부스토스: 너의 필리핀 소년의 비디오 블로그 | 호스트        | CLTV 36       |